# اورال‌واگن‌زاود
اورال‌واگن‌زاود (روسی: ОАО «Научно-производственная корпорация «УралВагонЗавод») شرکت صنایع جنگ‌افزاری روسی است، که در سال ۱۹۳۶ تأسیس شد و هم‌اکنون زیرمجموعه‌ای از شرکت روستخ می‌باشد.